# Patrick Mboma
Henri Patrick Mboma Dem, kamerunski nogometaš, * 15. november 1970, Douala, Kamerun.
Sodeloval je na nogometnemu delu poletnih olimpijskih iger leta 2000 in osvojil naslov olimpijskega prvaka.